# Paul Niger
Paul Niger (wirklicher Name: Albert Béville; * 21. Dezember 1915 in Basse-Terre, Guadeloupe; † 21. Juni 1962 in Deshaies, Guadeloupe) war ein französischer antikolonialistischer Dichter und Romancier.

## Leben
Albert Béville war der Sohn eines der ersten schwarzen Rechtsanwälte Guadeloupes und einer Béké, einer eingeborenen Weißen. Er besuchte das Lycée Carnot in Pointe-à-Pitre und schloss mit Auszeichnung ab. Über das Lycée Montaigne in Bordeaux und das Lycée Louis-le-Grand in Paris kam er zur École nationale de la France d’Outre-Mer und wurde französischer Staatsbeamter mit Dienst in Dahomey, Elfenbeinküste, Sudan, Mali und im Senegal. Von September 1939 bis Februar 1941 machte er Kriegsdienst und erwarb das Kriegskreuz. Er schloss ein Jurastudium an und wurde 1950 promoviert. 1946 war er Mitgründer der Zeitschrift Présence Africaine.
In den 1950er Jahren wandte sich Béville innerlich zunehmend gegen die französische Kolonialpolitik. Er drückte dies in Gedichten (Initiation, 1954) und Romanen (Les Puissants, 1958; Les Grenouilles du Mont-Kimbo, 1964) aus, die er unter dem Pseudonym Paul Niger veröffentlichte. Unruhen in Fort-de-France im Dezember 1959 bewogen ihn, sich für eine Reform des Département-Status einzusetzen und im April 1960 die Forderung nach einer Gesetzgebenden Versammlung und nach einer Föderation der französischsprachigen Karibik zu unterstützen. Er stand damit an der Seite von Aimé Césaire, Édouard Glissant, Gilbert Gratiant und anderen. Auf einem Kongress wurde am 23. April 1961 der Front Antillo-Guyanais gegründet, um für die Karibik die Autonomie zu erreichen. Am 22. Juli 1961 wurde die Partei von der Regierung aufgelöst und der im Senegal weilende Albert Béville/Paul Niger degradiert. Im April 1962 veröffentlichte er in der Zeitschrift Esprit den Text L’assimilation, forme suprême de la colonisation (Die Assimilation als höchste Form der Kolonialisierung). Trotz eines Regierungsverbots, nach Martinique und Guadeloupe einzureisen, bestieg er am 21. Juni 1962 in Paris die Maschine zum Air-France-Flug 117 nach Pointe-à-Pitre und kam, ebenso wie der Abgeordnete Justin Catayée (* 1916), beim Absturz der Boeing ums Leben. Die Degradierung wurde 4 Monate später rückgängig gemacht.